# 多斯特·穆罕默德汗

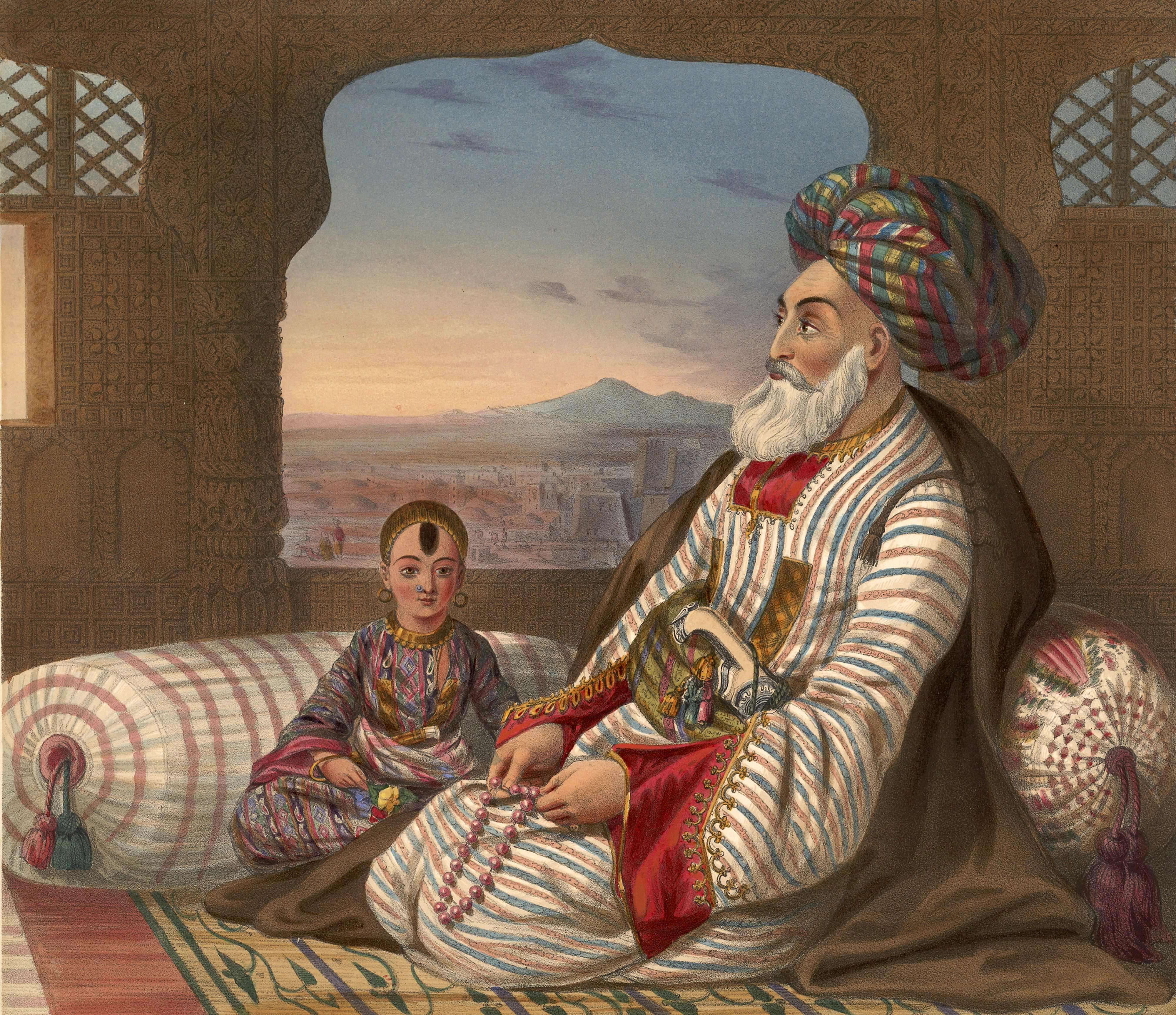
多斯特·穆罕默德汗和他的儿子

多斯特·穆罕默德汗（普什圖語：‎；1793年12月23日—1863年6月9日） 巴拉克宰王朝创始人，第一次英阿战争期间阿富汗杰出的统治者。普什图族巴拉克宰部落首领帕扬达汗的第11子，杜兰尼王朝灭亡后成为阿富汗埃米尔（1826年至1839年、1845年到1863年）。

## 生平
多斯特·穆罕默德汗是普什图族巴拉克宰（Barakzai）部落首领和杜兰尼王朝官员帕扬达汗的第11子，1799年帕扬达被扎曼·沙阿·杜兰尼所杀，兄长法特赫汗（Fateh Khan）继承巴拉克宰部落酋长，1800年协助马哈茂德·沙阿·杜兰尼登上阿富汗汗位，1809年又帮助他复位。1818年马哈茂德·沙阿被刺杀后，阿富汗被法特赫汗分割给自己的兄弟们，多斯特·穆罕默德分到加兹尼，1826年阿富汗最富有的省份喀布尔又落到他的手中。
1826年，多斯特·穆罕默德称汗，宣布建立国家。从1835年起，多斯特·穆罕默德成为埃米尔，建立了巴拉克宰王朝。
英国在掌控印度后，想继续控制阿富汗，以对抗亲俄的波斯。英俄两国派使节到喀布尔，商议结盟。多斯特·穆罕默德拒绝了俄罗斯的提议，并在1837年欢迎英国使节亚历山大·伯恩斯来到喀布尔，多斯特·穆罕默德希望得到英国人支持，将阿富汗重镇白沙瓦从锡克帝国手中收回。但由于伯恩斯无法说服印度总督乔治·艾登，拒绝支持他。1838年，俄国与阿富汗谈判破裂，波斯、俄国联军随即围攻阿富汗西部城市赫拉特。
乔治·艾登扶持杜兰尼王朝的前任君主沙阿·舒亚·杜兰尼以代替多斯特·穆罕默德，并在在1838年10月发表了西姆拉宣言。12月，英军入侵阿富汗。1839年4月26日攻占坎大哈，沙阿·舒亚重登王位，宣布成为埃米尔，8月7日英军进入喀布尔，多斯特·穆罕默德与他的追随者一起逃往中亚的布哈拉。
1840年多斯特·穆罕默德投奔一个有影响力的部落领袖米尔·马斯吉迪汗，英军紧随其后攻击。1840年11月4日多斯特·穆罕默德被迫投降成为英军俘虏，被关押在印度。
多斯特·穆罕默德之子維齊爾·阿克巴尔汗继续抗英，取得了一些胜利，收复了喀布尔。但最终英军在贾拉拉巴德附近击败了維齊爾·阿克巴尔。1842年9月，英军重夺喀布尔。由于英国政府放弃了干预阿富汗的国内政治，英军在解救了所有战俘，拆毁了喀布尔的市集后，随后撤退。1843年战争结束后，多斯特·穆罕默德从印度被放回来，1845年重登王位，1846年他重新采取敌视英国和其锡克盟军的政策，但在1849年2月21日再次被击败逃回喀布尔。1850年，他征服了大夏，1854年他在攻占坎大哈后控制了阿富汗南部的部落。
1855年3月30日多斯特·穆罕默德转变与英国的关系，与其结盟并订立条约。1857年向波斯宣战，1863年5月26日在重新占领赫拉特后，6月9日战争快获胜时突然去世。

## 名言
我们有男人，我们有很多岩石，我们拥有一切。——多斯特·穆罕默德汗对约翰·劳伦斯所说

## 延伸阅读
- Christine Noelle, Christine Noelle-Karimi. Routledge , 编.  illustrated. 1997  [2013-02-08]. ISBN 0-7007-0629-1. （原始内容存档于2016-09-12）.